# 杨宁 (1963年)
杨宁（1963年12月—），女，白族，云南大理人，中华人民共和国政治人物。1984年7月参加工作，1985年7月加入中国共产党。云南师范大学中文系汉语言文学专业毕业，中共中央党校研究生学历。中国共产党第十九届中央委员会候补委员。曾任国家体育总局副局长，现任中共云南省委常委、省委教育工委书记。

## 简历
1980年9月，在云南师范大学中文系汉语言文学专业学习。1984年7月，在中共云南省委组织部学习。1984年10月，任中共富源县委宣传部干部。1986年6月，任共青团富源县委副书记。1987年2月，任中共曲靖地委宣传部干部、宣传科副科长、外宣科科长。1993年3月，任曲靖地区行署办公室干部。1993年11月，任共青团曲靖地委副书记。1995年11月，任共青团曲靖地委书记。1997年10月，任中共曲靖市麒麟区委副书记、区筹备领导小组副组长（正处级）。1998年3月，任中共麒麟区委副书记（正处级）。2001年2月，任中共麒麟区委副书记、区长。2001年9月，任云南省妇联副主席、党组成员。
2003年10月，任中共昆明市委常委、宣传部部长。2003年11月，任中共昆明市委常委、盘龙区委书记。2006年3月，任中共昆明市委常委。2006年8月，任中共昆明市委常委、副市长。2008年6月，任中共楚雄州委副书记（其间：2007年3月-2009年1月，在中共中央党校世界经济专业学习）。2009年12月，任云南省体育局副局长（主持工作）、党组副书记。2010年4月，任云南省体育局局长、党组书记。
2015年2月，任中共大理州委副书记，副州长、代理州长，州政府党组书记（3月当选州长），成为系大理州建州59周年以来首位女州长。2016年2月，任中共大理州委书记。2016年12月，任中共云南省委常委。2017年1月，兼任省委统战部部长。2017年10月，中国共产党第十九次全国代表大会上当选中国共产党第十九届中央委员会候补委员。
2018年10月，任国家体育总局副局长、党组成员。
2022年5月，时隔4年后重回云南，再任中共云南省委常委、统战部部长，同时兼任省委教育工委书记。
2024年1月，当选云南省政协副主席。